# Владимир Благоев (ВМОРО)
 Тази статия е за дееца на ВМОРО.  За дееца на БКП вижте Владимир Благоев (комунист).  
Владимир Благоев с псевдоними Езекил и Ездра е български революционер, деец на Вътрешната македоно-одринска революционна организация.

## Биография
Благоев е роден в зъхненското село Скрижово, тогава в Османската империя, днес Скопия, Гърция. Учител е в българското педагогическо училище в Сяр. Влиза във ВМОРО и става член на окръжния революционен комитет. В края на 1904 година заедно с другите двама легални члена Лазар Томов и Атанас Саев, също учители в Сяр, отказва да подпише смъртната присъда на Борис Сарафов, подписана от нелегалните членове Яне Сандански и Петко Пенчев.
В 1905 година на конгреса на Серския революционен окръг е избран за секретар на окръжния революционен комитет.
В края на 1905 година по време на Сярската афера е арестуван от властите и заточен на остров Родос.